# Māris Kučinskis
Māris Kučinskis (* 28. listopadu 1961 Valmiera) je lotyšský politik a v letech 2016–2019 premiér Lotyšska. Je představitelem středové, zeleno-agrárnické strany Unie zelených a zemědělců (Zaļo un Zemnieku savienība), respektive členem malé regionální strany Liepājas partija, která má stálou dohodu s Unií zelených a zemědělců o vzájemné podpoře.
Narodil se v severním Lotyšsku, maturoval ve městě Valmiera a v letech 1983-1988 vystudoval ekonomii na Lotyšské státní univerzitě v Rize. Pracoval v městské správě a jako vedoucí úředník v různých, hlavně stavebních podnicích. Je ženatý a má dva syny.
Do komunální politiky vstoupil roku 1994 a v letech 1996-2003 byl předsedou městské rady ve Valmieře, Roku 2003 vstoupil do parlamentu, v letech 2004-2006 byl ministrem pro místní rozvoj a s jednou přestávkou byl poslancem.
Mezi únorem 2016 a lednem 2019 zastával funkci premiéra Lotyšska. Po volbách ho do úřadu nominoval prezident Raimonds Vējonis, přestože měl možnost nominovat i představitele Strany jednoty Kārlise Šadurskise. Stal se druhým zeleně orientovaným premiérem v lotyšské historii, po Indulisu Emsisovi, který funkci krátce zastával v roce 2004. V roce 2019 jej ve funkci předsedy vlády vystřídal Arturs Krišjānis Kariņš.